# Hephaestion chalybaeum
Hephaestion chalybaeum là một loài bọ cánh cứng trong họ Cerambycidae.